# Na Guardis

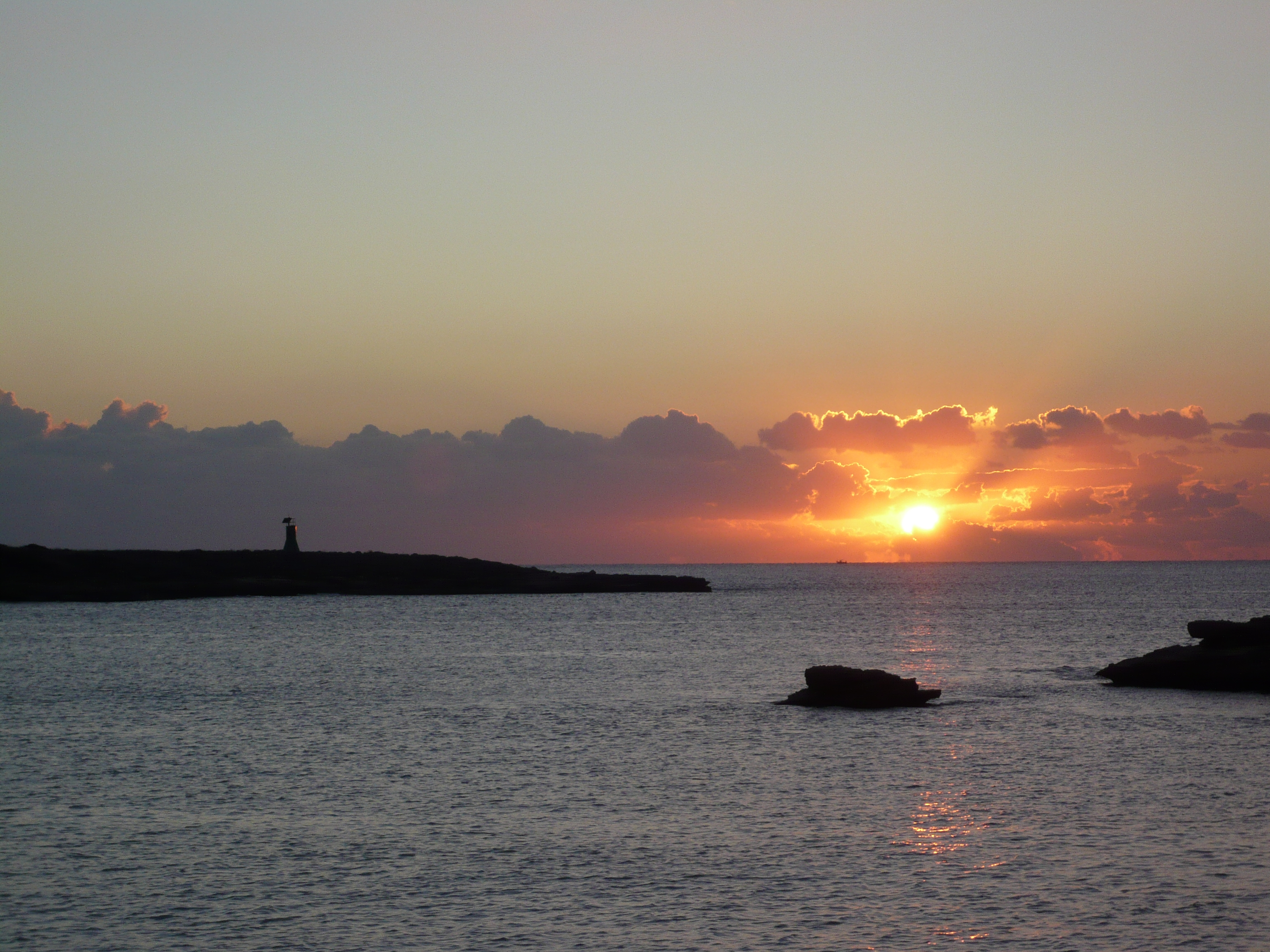
Vista de Na Guardis.

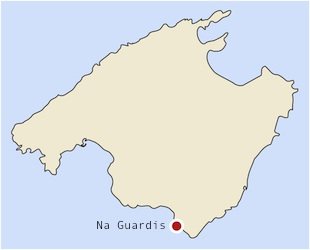
Situación del islote de Na Guardis en Mallorca.

Na Guardis es un islote español situado frente a la localidad de la Colonia de San Jorge, en el municipio de Las Salinas, Islas Baleares. Tiene un importante yacimiento arqueológico de la época fenicia descubierto en 1981.

## Yacimiento púnico
Na Guardis fue un enclave comercial de los púnicos de Ibiza en Mallorca. El establecimiento fue un punto comercial de púnicos procedentes de Ibiza en torno al siglo IV a. C. y abandonado cuando el Imperio Romano conquista Baleares, entre los años 130-120 a. C.
En la cota más alta del islote se ubican los restos de un edificio de planta rectangular, integrado por dos dependencias desiguales.
La presencia de un hogar en cada una de ellas indica que su función era de vivienda, también lo indica el hallazgo de vasijas, platos y otros enseres. En torno a la vivienda, se encontraba el taller o factoría de los mercaderes, dotado de un horno para trabajar los metales, con sus correspondientes edificios anexos; un completo taller metalúrgico y los almacenes, muy estrechos y de forma rectangular, con la puerta de acceso de cara la mar, para propiciar el almacenamiento de mercancías que desembarcaban de sus naves los comerciantes.
En los fondos cercanos se encontraron restos de una nave de la época Claudia y también parte de un cargamento de una embarcación púnica que, con toda seguridad, se hundió cuando estaba fondeada.